# Matteo Tosatto

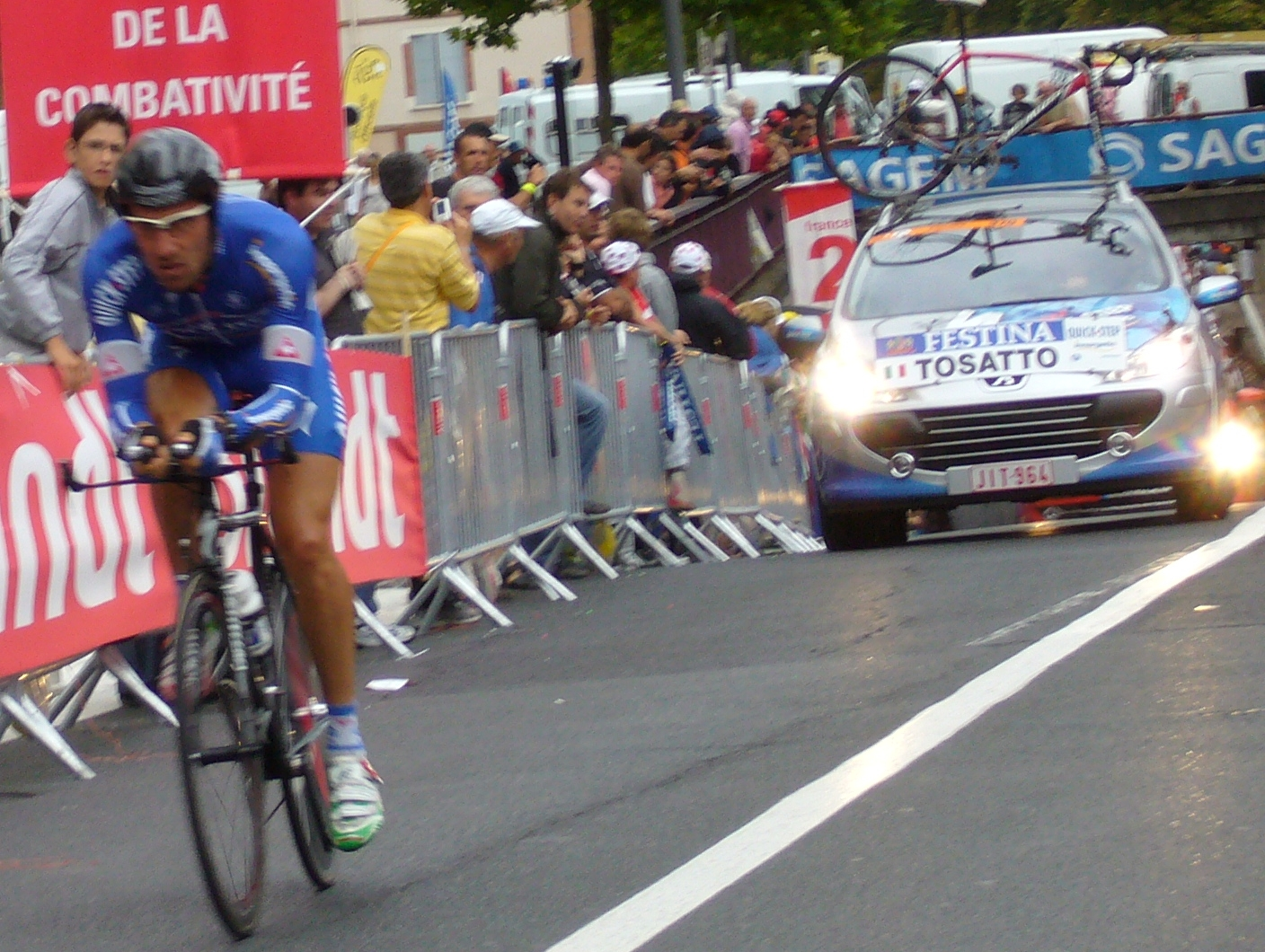
Matteo Tosatto al Tour de França de 2007

Matteo Tosatto (Castelfranco Veneto 14 de maig de 1974) és un ciclista italià, professional des del 1997 fins al 2016.
La seva principal tasca als equips en què ha corregut ha estat preparar l'esprint al seu cap de files, primer Alessandro Petacchi durant la seva estada al Fassa Bortolo i més tard Tom Boonen, un cop fitxà pel Quick Step. Els seus principals èxits esportius han estat una victòria al Tour de França i una altra al Giro d'Itàlia.
Es va retirar després de la temporada de 2016, amb 42 anys i amb el rècord de 34 Grans Voltes disputades.

## Palmarès
- 1998
  - 1r al Giro del Medio Brenta
- 2000
  - Vencedor d'una etapa de la París-Niça
- 2001
  - Vencedor d'una etapa al Giro d'Itàlia
- 2002
  - 1r a la Coppa Placci
- 2004
  - 1r al Giro de Toscana
  - 1r al Gran Premi del cantó d'Argòvia
- 2006
  - Vencedor d'una etapa al Tour de França

### Resultats al Tour de França
- 1997. 132è de la classificació general
- 2001. 60è de la classificació general
- 2004. 110è de la classificació general
- 2006. 125è de la classificació general. Vencedor d'una etapa
- 2007. 108è de la classificació general
- 2008. 96è de la classificació general
- 2009. 114è de la classificació general
- 2011. 123è de la classificació general
- 2013. 92è de la classificació general
- 2014. 119è de la classificació general
- 2015. 132è de la classificació general
- 2016. 145è de la classificació general

### Resultats al Giro d'Itàlia
- 1999. 43è de la classificació general
- 2000. Abandona (17a etapa)
- 2001. 50è de la classificació general. Vencedor d'una etapa
- 2002. 63è de la classificació general
- 2003. Abandona (19a etapa)
- 2004. 107è de la classificació general
- 2005. 122è de la classificació general
- 2007. 94è de la classificació general
- 2010. 56è de la classificació general
- 2011. 136è de la classificació general
- 2012. 104è de la classificació general
- 2015. 112è de la classificació general
- 2016. 107è de la classificació general

### Resultats a la Volta a Espanya
- 2003. 134è de la classificació general
- 2005. Abandona(18a etapa)
- 2006. Abandona(17a etapa)
- 2008. Abandona(18a etapa)
- 2000. Abandona(19a etapa)
- 2010. 67è de la classificació general
- 2012. 135è de la classificació general
- 2013. 115è de la classificació general
- 2014. 120è de la classificació general